# Челноков Сергій Дмитрович
Челноков Сергій Дмитрович (нар. 1 серпня 1955, Біла Церква, Київська область) — український політик, підприємець і футбольний функціонер. Народний депутат України IV скликання (2002—2006), обраний за списками КПУ. Заступник Міністра економіки України (березень — грудень 2007). Президент футбольного клубу «Рось» (Біла Церква). Директор підприємства «Електронагрівач» НВФ «Феррокерам». Перший секретар Білоцерківського міського комітету КПУ.

## Життєпис
Закінчив Київський політехнічний інститут (1978), інженер електронної техніки.
1978—1981 — помічник майстра, майстер, Білоцерківський завод радіокераміки. 1981—1984 — секретар комітету комсомолу на ВО «Ферокерам», м. Біла Церква. 1984—1986 — заступник начальника цеху, Білоцерківський завод радіокераміки.
1986—1988 — голова профкому, 1988—1990 — секретар парткому, ВО «Ферокерам», м. Біла Церква. 1990—1991 — перший секретар, Білоцерківський міський комітет КПУ. 1991—1992 — головний інженер, МП «Магнет», м. Біла Церква. квітень-червень 1992 — заступник директора з виробництва, МП «Капрі», м. Біла Церква. червень-жовтень 1992 — заступник начальника відділу збуту, Білоцерківський завод радіокераміки. 1992—1993 — заступник начальника відділу збуту, орендне підприємство науково-виробнича фірма «Феррокерам».
1993—1997 — директор МП «Електронагрівач», АТ НВФ «Ферокерам». 1997—2001 — президент — виконавчий директор, НВФ «Феррокерам». 2001—2002 — голова правління-гендиректор, ЗАТ НВФ «Феррокерам». 2006—2007 — в апараті ВР України. 2008 — директор підприємства «Електронагрівач» НВФ «Феррокерам».
З квітня 2002 по березень 2006 — Народний депутат України 4-го скликання, обраний за списками Комуністичної партії України (№ 42 в списку). На час виборів: генеральний директор-голова правління ЗАТ НВФ «Феррокерам» (м. Біла Церква), член КПУ. Член фракції комуністів, член Комітету з питань бюджету.
У березні 2006 — кандидат у народні депутати України від Комуністичної партії України, № 43 в списку. На виборах 2007 року був під № 103 від КПУ.
З 2003 до 2008 року — перший секретар Київського обласного комітету КПУ. Член Компартії України.